# Собор Різдва Богородиці (Козелець)
Собор Різдва Богородиці у Козельці — православний собор у смт Козелець Чернігівської області. Збудований у 1752—1763 роках на замовлення родини Розумовських за проєктом архітектора Андрія Квасова та за участю Івана Григоровича-Барського, який є автором декору. Поряд із собором стоїть дзвіниця, зведена у 1766—1770 роках також за проєктом Андрія Квасова.
Собор та дзвіниця розміщені в історичному середмісті Козельця, і є його містобудівними домінантами. Його відносять до найкращих архітектурних витворів XVIII століття в Україні та тогочасній Російській імперії.
Пам'ятка архітектури національного значення, охоронний номер 843.

## Історія
Собор споруджено у 1752–1763 роках на замовлення графині Наталії Розумовської (Розумихи, матері Олексія та Кирила Розумовських) архітекторами Іваном Григоровичем-Барським та Андрієм Квасовим — на знак подяки Богові за щасливу долю синів замовниці. Під час Другої світової війни в соборі містилися табір військовополонених і конюшня. Після її закінчення приміщення храму використовували під заготконтору (склад для продовольчих товарів).
Собор реставрували у 1961–1982 роках.
14 серпня 1993 року відбулося урочисте відкриття відбудованого Собору Різдва Богородиці.

## Архітектура
Храм мурований, хрещатий, дев'ятидільний. Рамена завершено напівкруглими ризалітами. Всередині чотири опорні стовпи несуть систему склепінь і п'ять бань, поставлених по діагоналі (як у давньоруських храмах). Витончений ліпний декор стін поєднує форми бароко, рококо і класицизму.
Собор двоярусний. На першому ярусі розташована «тепла» церква Адріана і Наталії — усипальниця Розумовських. На другий ярус (власне собор) з трьох боків ведуть напівкруглі ґанки з відкритими колонадами, завершені наметовими верхами.
Майстерне використання засобів живопису, скульптури і архітектурних форм створюють урочистий і святковий образ.
Поруч із будівлею собору розташована чотириярусна дзвіниця.
Взагалі, крім собору у храмовий комплекс входить дзвіниця й споруда полкової канцелярії.

## Інтер'єр
В інтер'єрі панують центральна баня і багатоярусний різьблений з липи іконостас 18 століття (створений, як вважають, за участю архітектора Растреллі). Образи (1753) в іконостасі написані у стилі бароко. Складається він з 50 (було 80) автентичних ікон. Ікони писав Григорій Стеценко, різьбу виконав Сисой Шалматов. 
Цей іконостас був використаний як зразок при створенні сучасного іконостасу Катерининської церкви у Чернігові, що був освячений у грудні 2016.

## Дзвіниця
Дзвіниця (1766–1770, архітектор Андрій Квасов) квадратна в плані (10 х 10 м), чотириярусна. Перший ярус оформлено рустом, другий — тосканським ордером, третій — іонічним, четвертий — коринфським. Увінчує дзвіницю барокова верхівка. Висота дзвіниці із хрестом 50 м.

## Будинок полкової канцелярії
Споруда полкової канцелярії (1753–1758, архітектори Андрій Квасов та Іван Григорович-Барський) у плані прямокутна (13,5 х 17,5 м), двоповерхова.

## Галерея

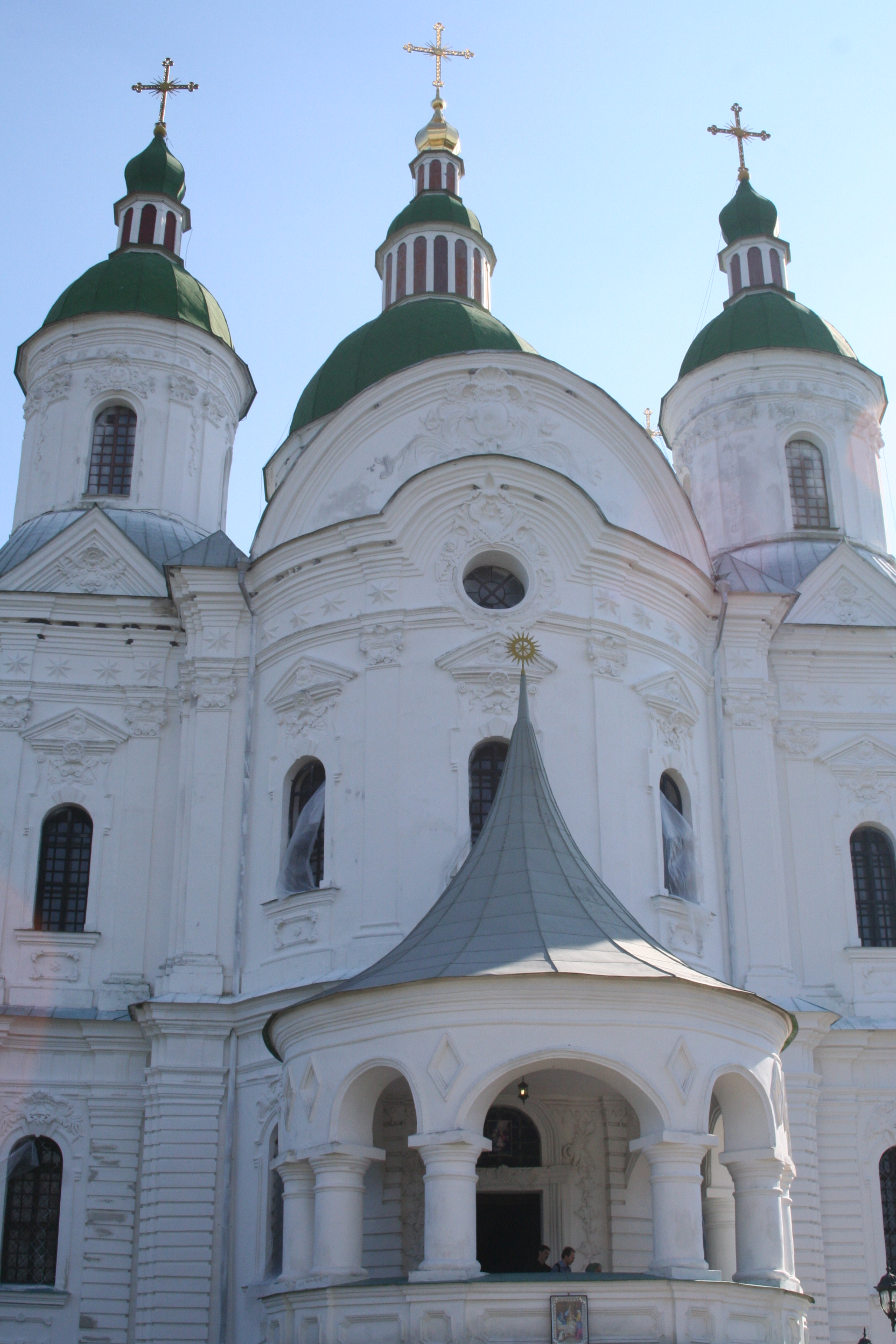
Фасад собору
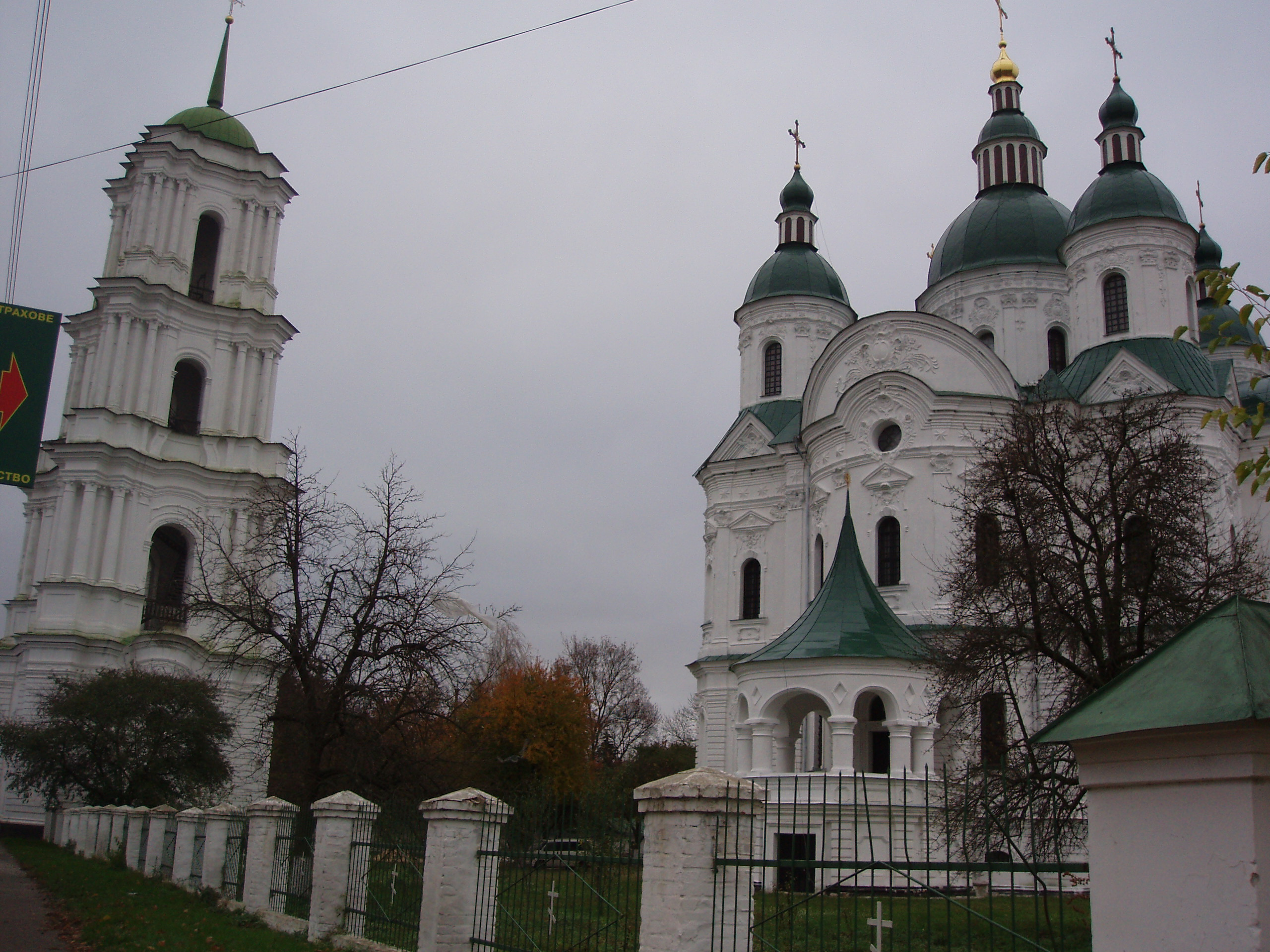
Храмовий комплекс - собор та дзвіниця
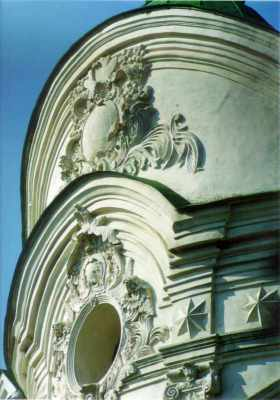
Деталь декору
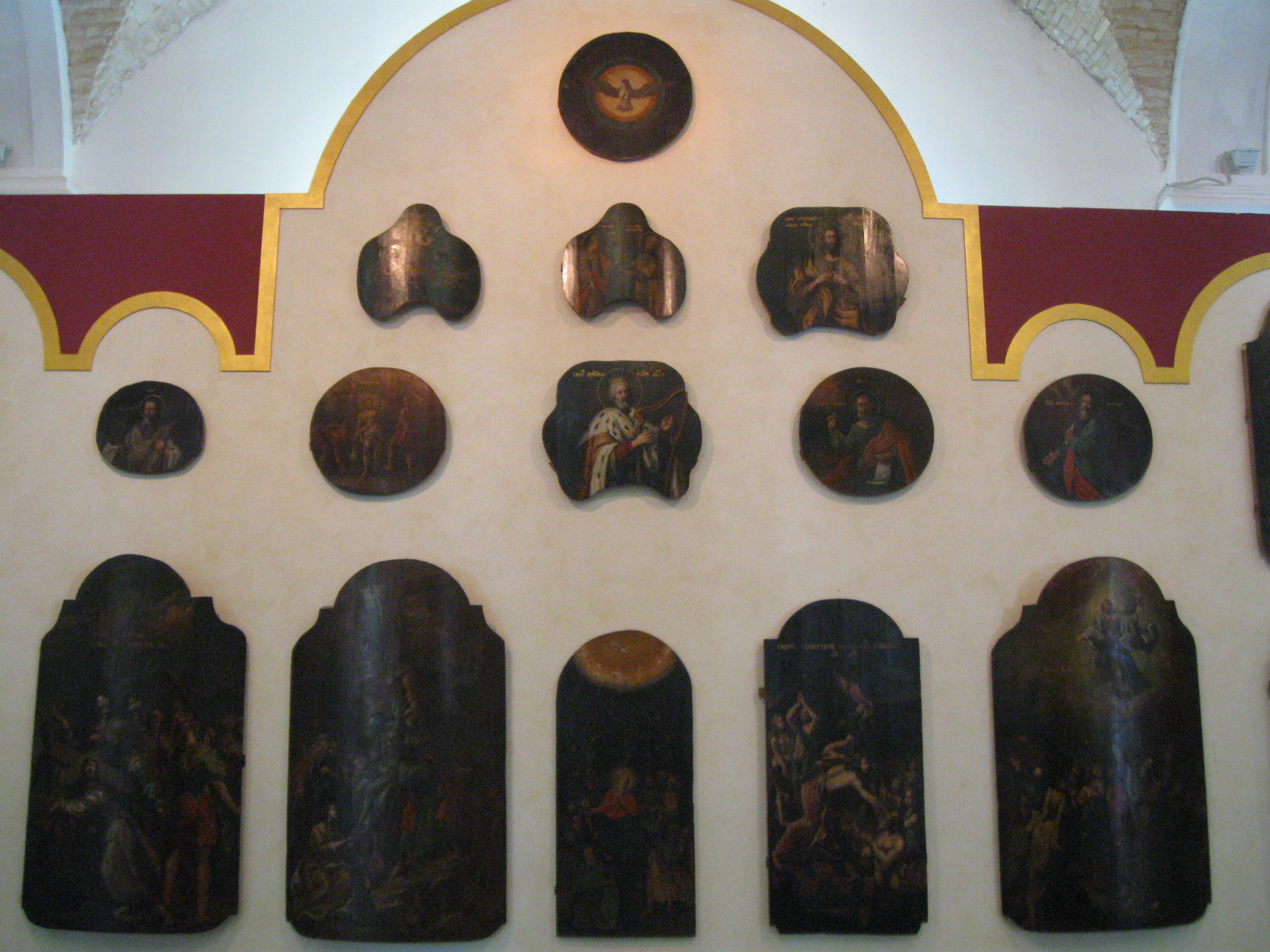
Ікони з іконостасу собору на виставці у Києві
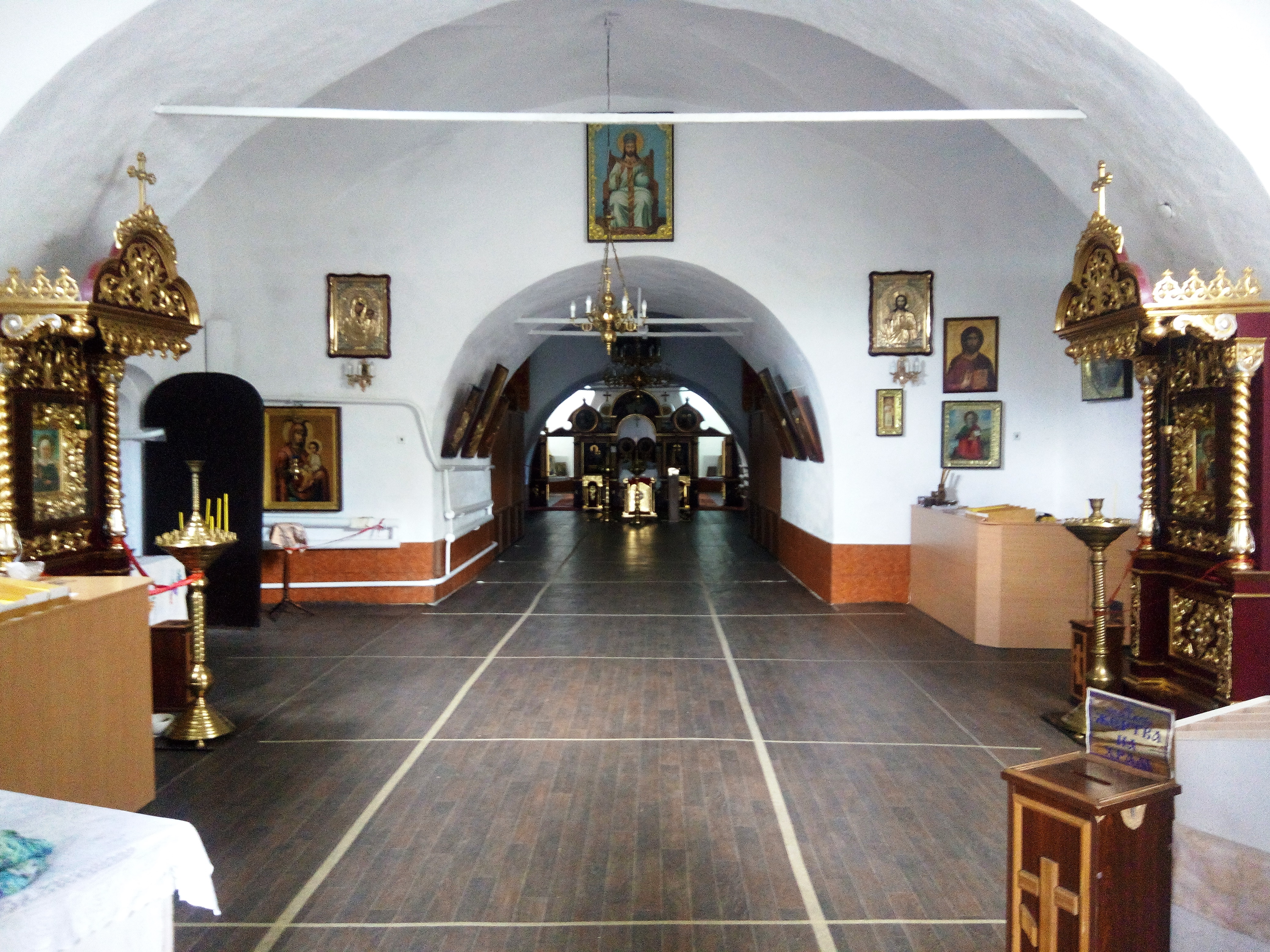
Інтер'єр нижнього залу
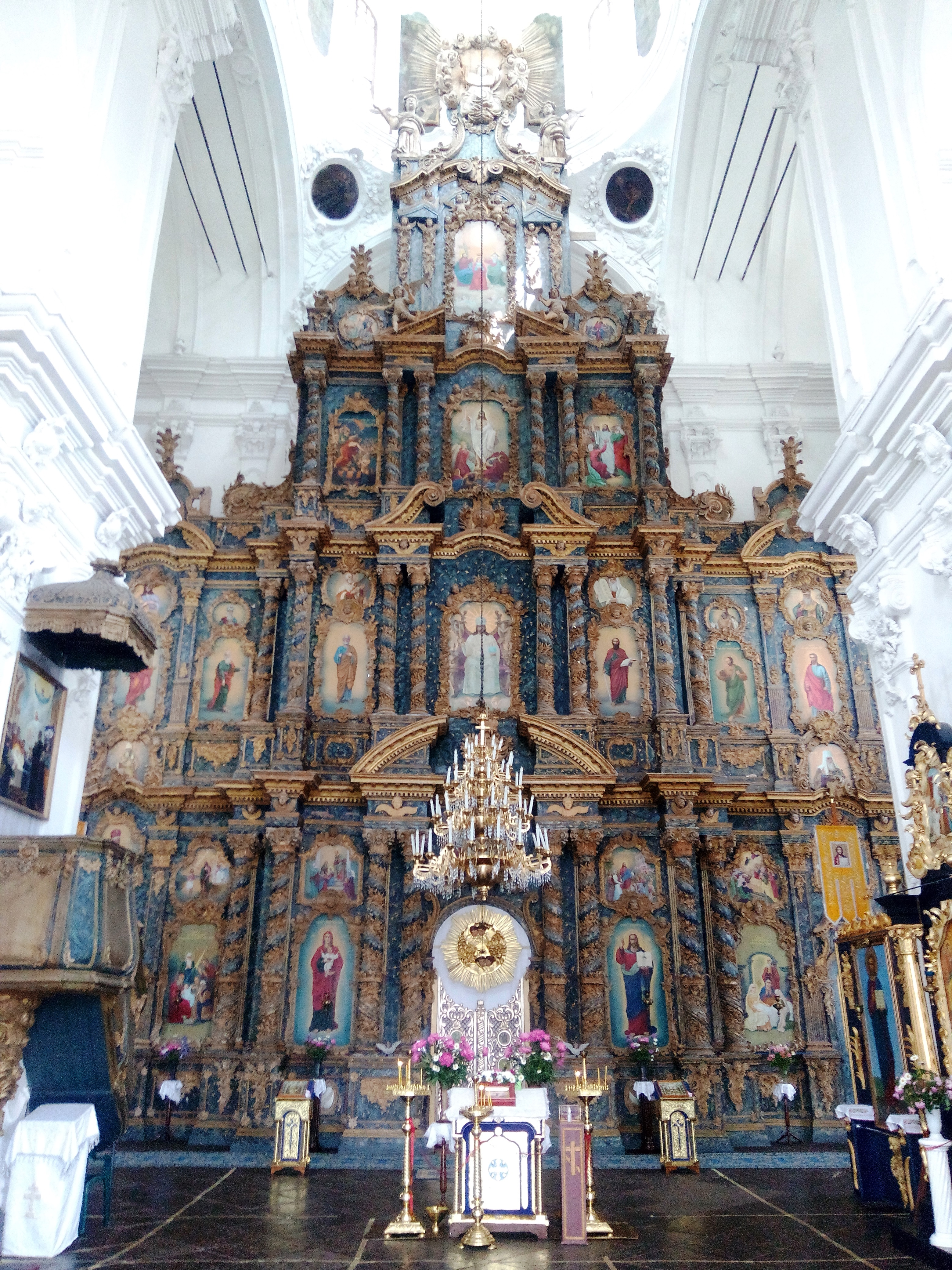
Дерев'яний різьблений іконостас висотою 27 м.
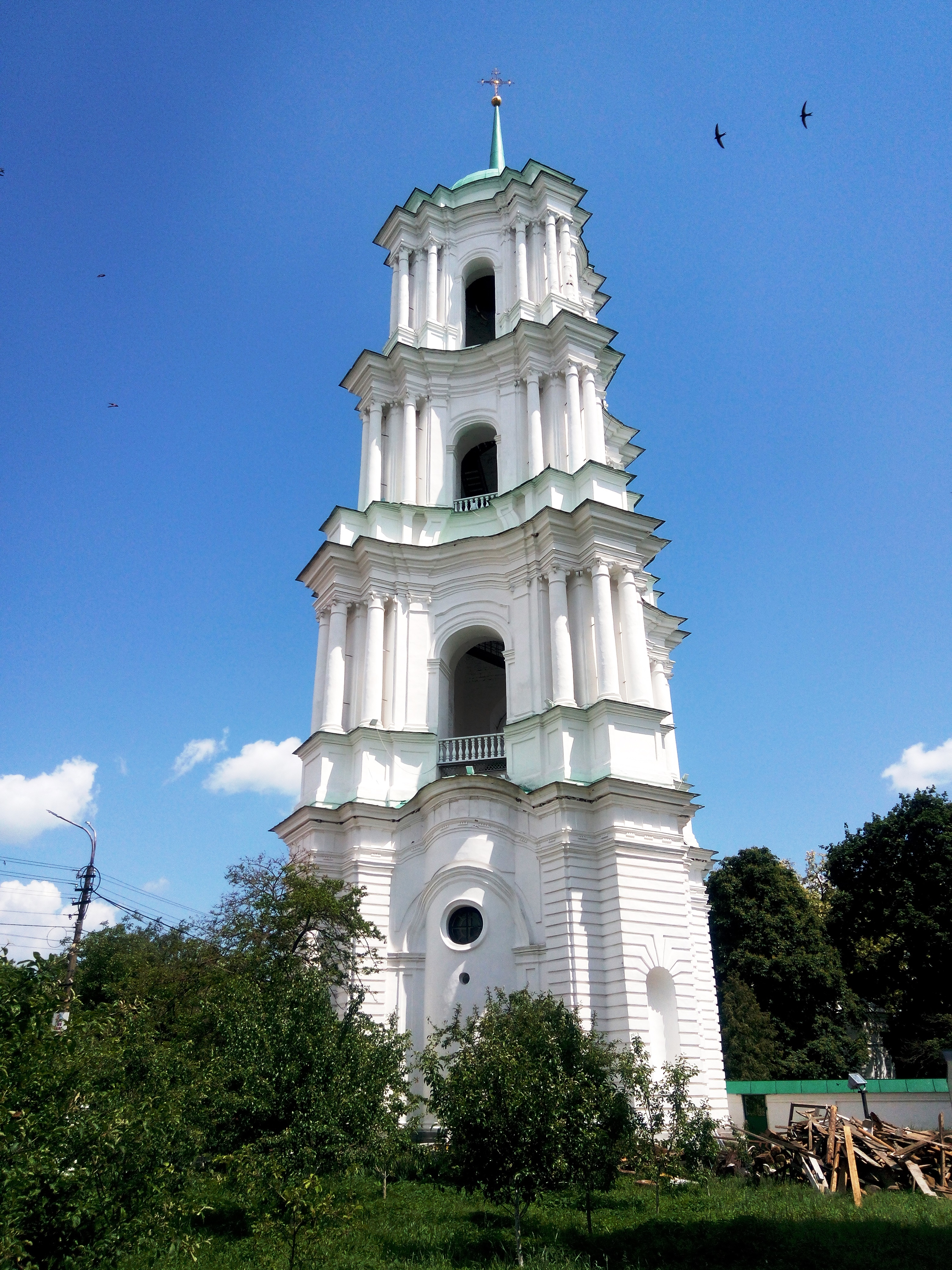
Дзвіниця 1752-1766 р.р.